# Sinopotamon lingxiangense
Sinopotamon lingxiangense is een krabbensoort uit de familie van de Potamidae. De wetenschappelijke naam van de soort is voor het eerst geldig gepubliceerd in 1997 door Dai.